# Citharinus
Citharinus is een geslacht van straalvinnige vissen uit de familie van de ruitzalmen (Citharinidae).

## Soorten
- Citharinus citharus (Geoffroy Saint-Hilaire, 1809)
- Citharinus congicus Boulenger, 1897
- Citharinus eburneensis Daget, 1962
- Citharinus gibbosus Boulenger, 1899
- Citharinus latus Müller & Troschel, 1844
- Citharinus macrolepis Boulenger, 1899